# مارلیک
تپه مارلیک (به انگلیسی: Marlik) یا مؤذنی تپه یک محوطهٔ باستانی در کرانهٔ خاوری سفیدرود و در درهٔ «گوهررود» در روستای نصفی، دهستان رحمت‌آباد، بخش رحمت‌آباد در شهرستان رودبار در استان گیلان است. تپه مارلیک بقایای به‌جای مانده از تمدن باستانی متعلق به دست‌کم سه هزار سال پیش است. پژوهشگران گمان می‌برند این تپه، آرامگاه خصوصی فرمانروایان و شاهزادگان مردم آمارد بوده‌است. «جام مارلیک» به‌عنوان نماد قوم آمارد در گیلان شناخته می‌شود.
گورستان مارلیک روی صخره‌ای طبیعی قرار گرفته و ۵۳ گور آن کاوش شده که در ترتیبی نامنظم در قسمت‌های آزاد بین تخته‌سنگ‌ها جای گرفته‌اند. گورستان از حدود ۱۴۰۰ تا ۱۰۰۰ سال پیش از میلاد و حتی پس از آن مورد استفاده بوده‌است. در برخی گورها اشیاء مربوط به چند دوره دیده می‌شوند که احتمالاً نشان از چندین تدفین پی‌درپی در یک گور در زمان‌های مختلف است.

## نام
گروهی از پژوهش‌گران نام مارلیک را برگرفته از واژگان «مار» و «لیک» (سوراخ) می‌دانند و دلیل این نام‌گذاری را انبوه مارهایی می‌دانند که در گذشته در آن زندگی می‌کردند. گروهی دیگر مارلیک را برگرفته از نام قوم آمارد می‌شمارند. آنها مارلیک را ساخته شده از ۲ واژهٔ «مارد» (اشاره به آماردها) و «لیک» (قوم) می‌دانند. اگر این نظریه درست باشد این تمدن به مردم آمارد تعلق دارد.

## پیشینه
تپهٔ مارلیک تا سال‌های دههٔ ۱۳۴۰ تمدنی ناشناخته بود. در طول سال‌های ۱۳۲۰–۱۳۳۰ دامنه‌های البرز جولانگاه قاچاقچیانی بود که اشیای به دست آمده از درهٔ گوهررود را در بازارهای عتیقه به فروش می‌رساندند. در سال ۱۳۴۰ درهٔ گوهررود توسط یک تیم باستان‌شناس ایرانی به سرپرستی عزت‌الله نگهبان کاوش شد. در این دشت تپه‌های باستانی زیادی وجود دارند که ۵ تپهٔ مارلیک، زینب بیجار، دور بیجار، پیلاقلعه و جازم کول از همه مهم‌تر هستند.

## آثار باستانی
پژوهش‌گران بر این باورند که آثار باستانی این منطقه متعلق به فرمانروایانی است که در اواخر هزارهٔ دوم و آغاز هزارهٔ یکم پیش از میلاد بر این ناحیه حکومت می‌کردند. مردمان این تمدن، مردگان خود را بنا بر آیین خود و همراه با اشیاء ارزشمند به خاک می‌سپردند. در این تپه ۲۵ آرامگاه وجود دارد و در برخی از آن‌ها بازماندهٔ استخوان به دست آمده‌است. در همهٔ آرامگاه‌ها اشیایی مانند ظروف سفالین، دکمه‌های تزئینی، انواع سرگرز، پیکان، جام‌های چینی، طلا، نقره و مفرغ، خنجر، شمشیر، مجسمه‌های برنزی و سفالی، سرنیزه، کلاه‌خود و… پیدا شده‌است. پارچه‌های به دست آمده نیز خبر از وجود بافندگی در هزاران سال پیش در ایران می‌دهند. همچنین در کاوشگری‌ها آثار ساختمانی چهاردیواری پدیدار شد که در حدود ۳۰ متر، مساحت داشت و به‌نظر می‌آمد آرامگاه یا پرستشگاه باشد.
گفته می‌شود که جام‌های شیشه‌ای در این محوطه از اولین نمونه‌های صنعت شیشه‌سازی بشر است.

## فرهنگ

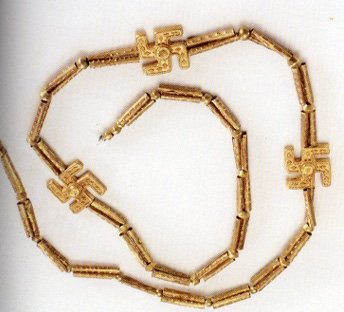
گردنبند یافت شده در مارلیک با نشان سواستیکا. نگهداری شده در موزه ملی ایران

برای مردم این فرهنگ خورشید تا حد پرستش مهم بوده‌است. نقش خورشید به صورت ترنج‌های هندسی در کف بسیاری از جام‌ها و ظروف است. خورشید در مرکز همه چیز است و همه جانداران از روشنایی او زندگی می‌گیرند. همچنین به خاک سپردن مردگان با چنین اشیایی نشانگر اعتقاد آن‌ها به زندگی پس از مرگ است.
این نکته قابل ذکر است که آثار به دست آمده از این تپه به‌خصوص ظروف مفرغی شباهت‌های زیادی به آثار به دست آمده از تپه سیلک کاشان دارد. پاره‌ای از باستان‌شناسان بر این باور هستند که اقوام تپه سیلک در حقیقت همان مارلیک‌ها بودند که بر اثر حملهٔ آشوری‌ها به منطقهٔ سیلک کاشان مهاجرت کردند، و سپس با پیوستن به مادها در ایجاد امپراتوری مقتدر ماد در آغاز هزارهٔ یکم پیش از میلاد، نقش به‌سزا داشتند.

## جام مارلیک

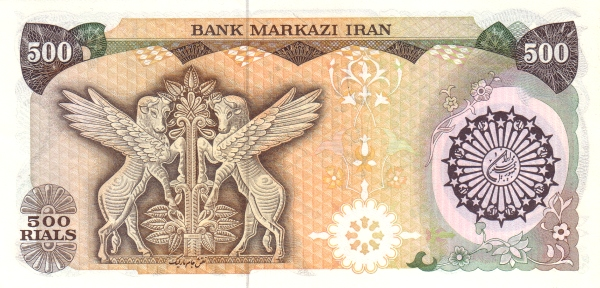
نقش جام مارلیک بر روی اسکناس‌های پانصد ریالی دوران پهلوی.

جام مارلیک جامی از زر ناب و به ارتفاع ۱۸ سانتی‌متر است. ارتفاع نقش‌های برجستهٔ جام به ۲ سانتی‌متر می‌رسد. نقش میانی جام، درخت زندگانی است که در هر دو سوی درخت، ۲ گاو بال‌دار که از درخت بالا می‌روند. هویت ایرانی سازندهٔ این جام از نمایش نیم‌رخ بدن حیوان‌ها و سر آن‌ها از روبه‌رو آشکار است. در کفّ این جام، گُلی نقش بسته که در میان آن یک خورشید با شعاع منظم نقش بسته‌است.
اسکناس‌های پانصد ریالی ایران بعد از کشف جام مارلیک در ۱۳۴۰ با تصویری از نقش جام مارلیک چاپ و نشر می‌شد. نقش جام مارلیک از سال ۱۳۴۱ خورشیدی تا سال ۱۳۵۸ بر یک سوی این اسکناس‌ها جاپ می‌شد.

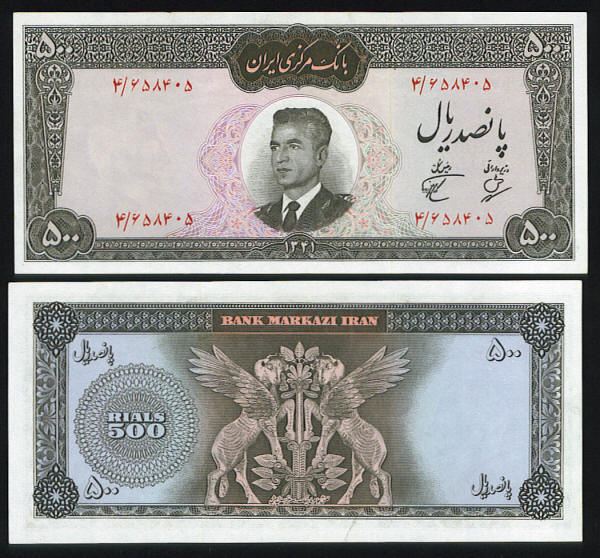
پانصد ریالی -  پشت اسکناس عنوان: نقش جام مارلیک سه هزار سال پیش.

## کتیبه‌ها
در کاوش‌های باستان‌شناسی صورت‌گرفته در گیلان دو مورد یراق اسب کتیبه‌دار اورارتویی از املش مربوط به پادشاهان اورارتویی به نام منوآ (۸۱۰ ق. م) و آرگیشتی اول (۷۸۱ق. م) توسط جرج کامرون و آی. جی گلب به دست آمده‌است و در کاوش تپه مارلیک مهرهای کتیبه‌دار با خط آشوری نو توسط عزت‌الله نگهبان در سال ۱۳۴۰ یافت شد و طی حفاری‌های باستان‌شناسی گیلان یک کتیبه به زبان اورارتویی در منطقهٔ تالش توسط دکتر محمدرضا خلعتبری (باستان شناس) در سال ۱۳۸۰ یافت شده‌است.

## حواشی
احمدرضا احمدی در نوشتهٔ «حقیقت تلخ است» برای ویژه‌نامه کتاب «نوشتن با دوربین» از قول گلستان می‌نویسد: «می‌گفت: من و دکتر نگهبان (باستان‌شناس) شب‌ها بیدار می‌ماندیم که ایادی شهرام پهلوی نیایند در تاریکی شب عتیقه‌ها را بدزدند! این موضوع بعداً در خاطرات دکتر نگهبان، در کتابی که سازمان میزاث فرهنگی منتشر کرده نیز آمده‌است.»

## نگارخانه

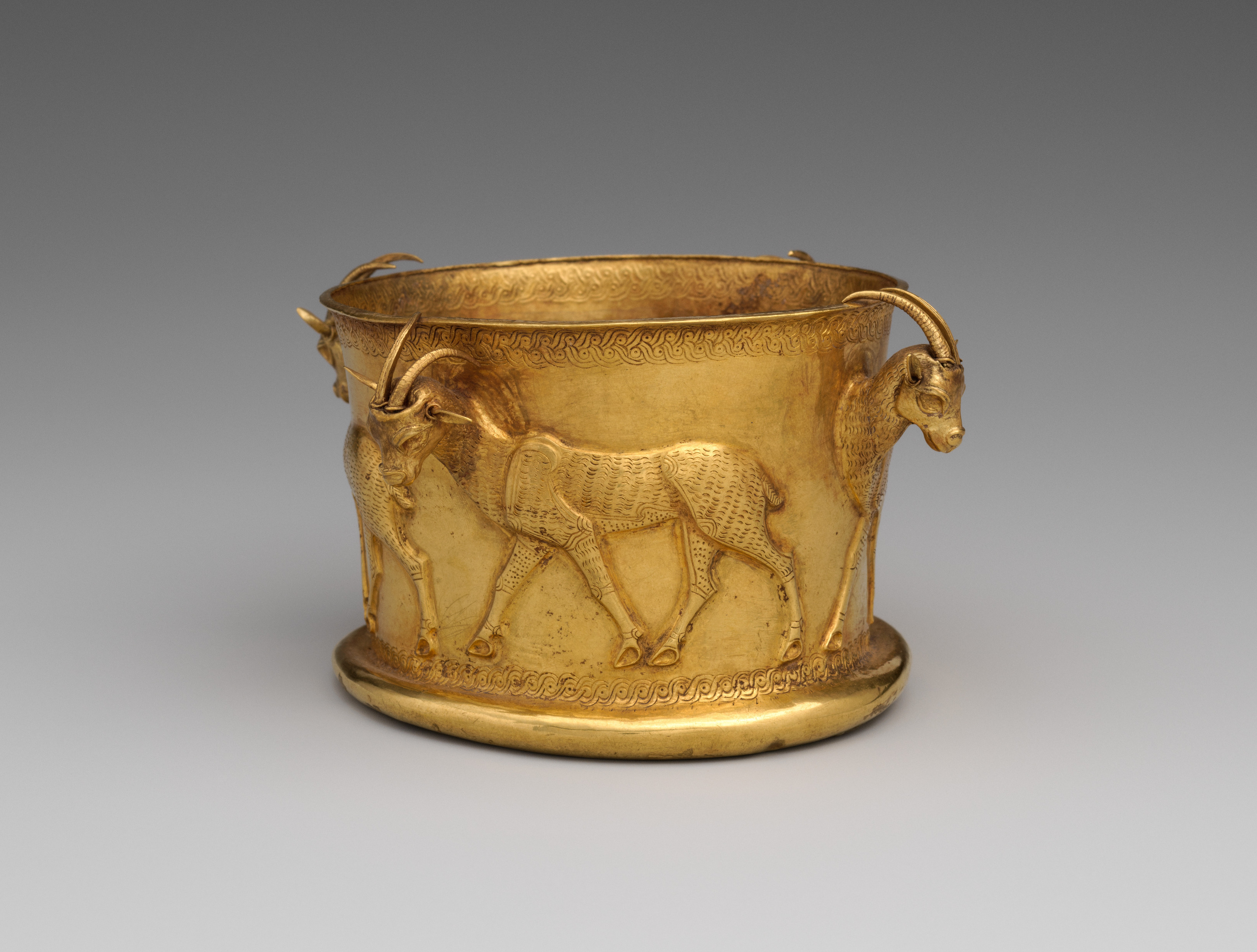
جام با فریز گوزن‌ها، موزه متروپولیتن نیویورک
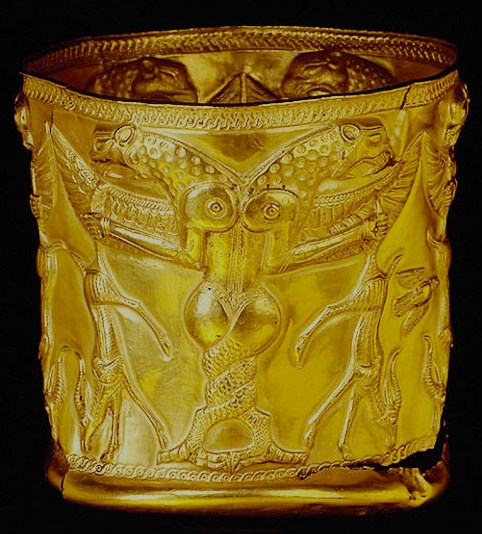
جام هیولای دوسر و غزال، موزه لوور
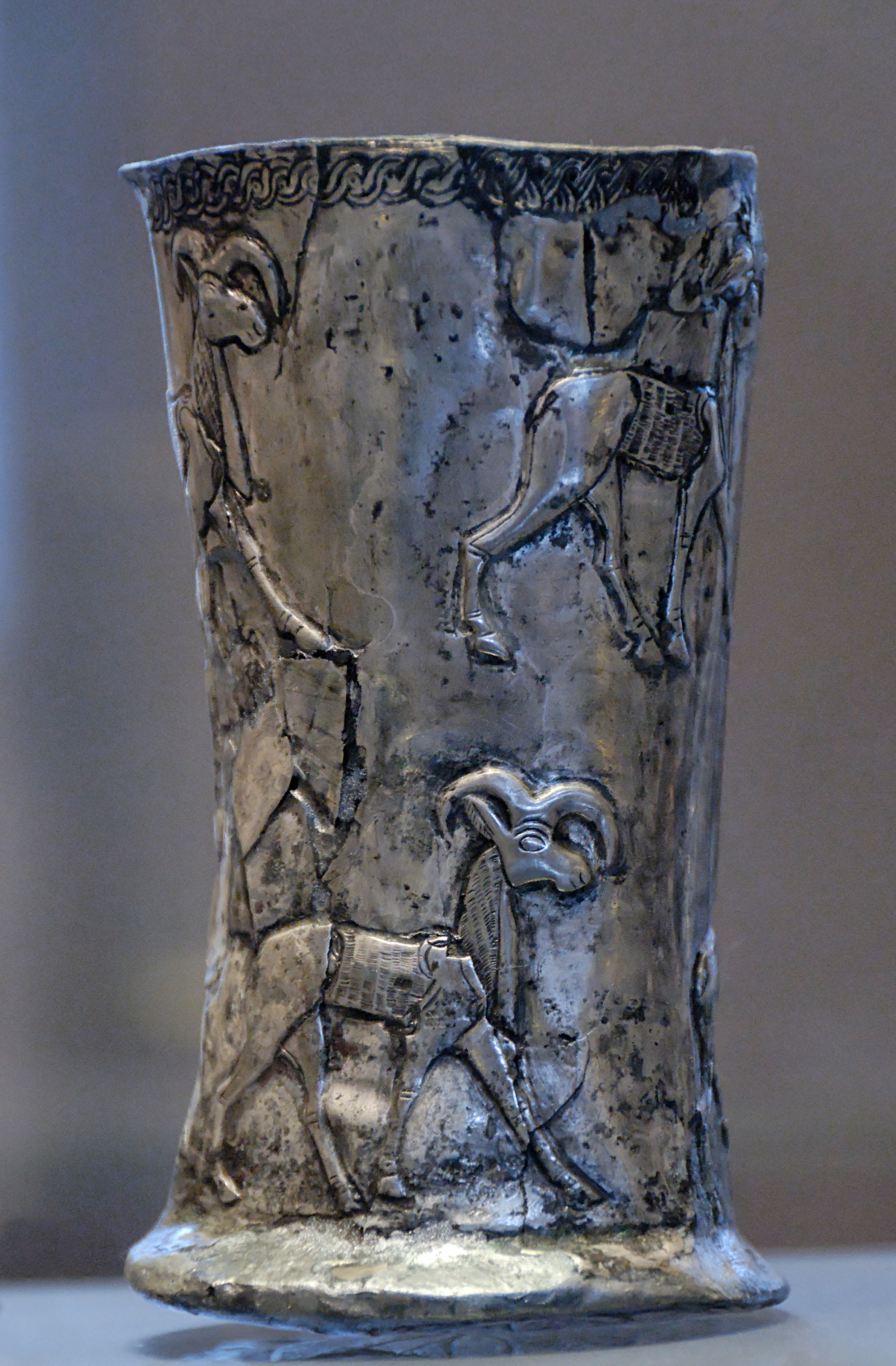
جام سیمین با حاشیه زینتی گوسفند، قرن ۱۴ تا ۱۱ پیش از میلاد. محل کشف گورستان تپه مارلیک، موزه لوور.
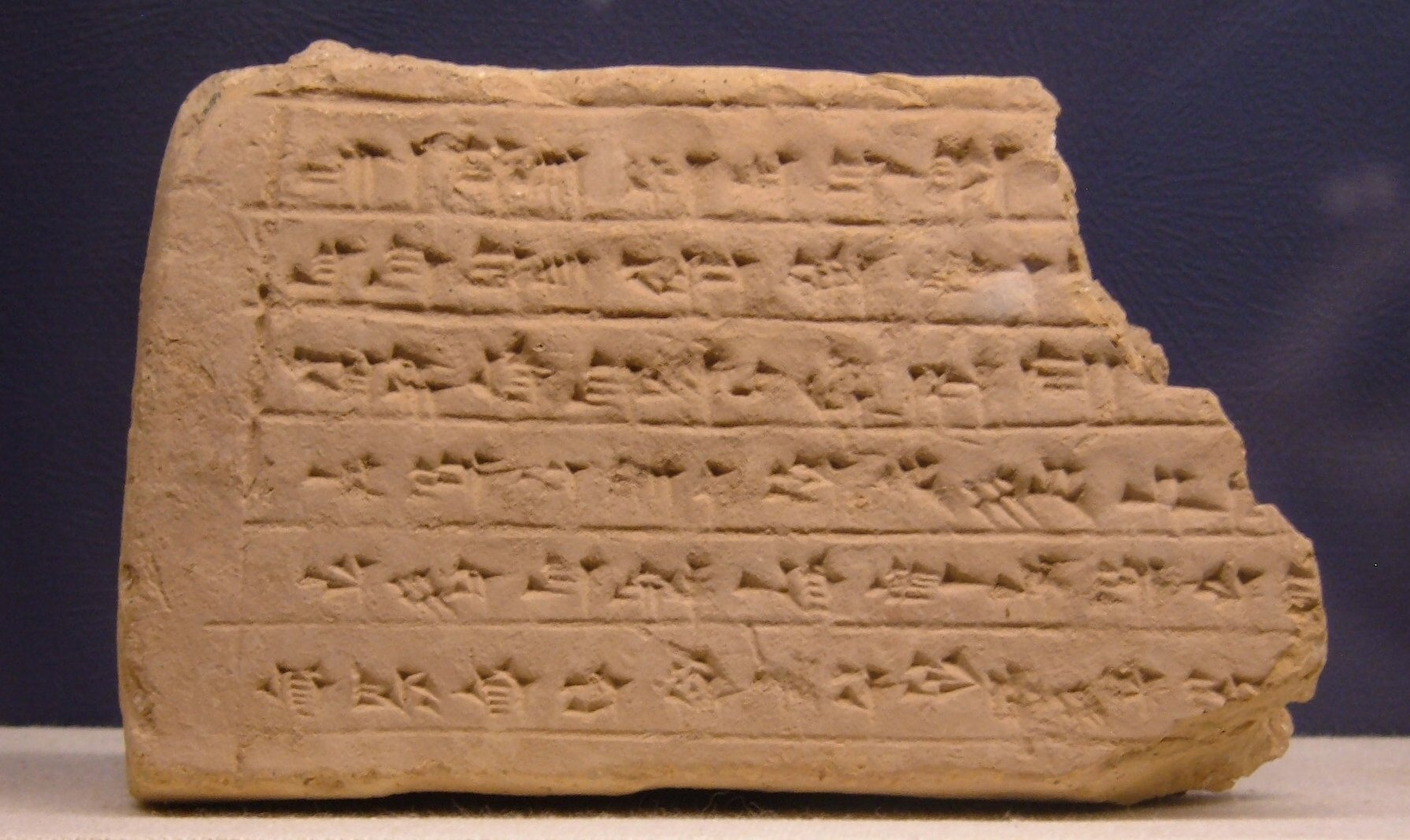
قطعه‌ای از خشت آجری دارای نوشته‌ای به خط میخی عیلامی (تقریباً ۱۰۰۰ سال پیش از میلاد) کشف شده در تپه مارلیک، موزه رزکرس مصر، سان خوزه، کالیفرنیا.
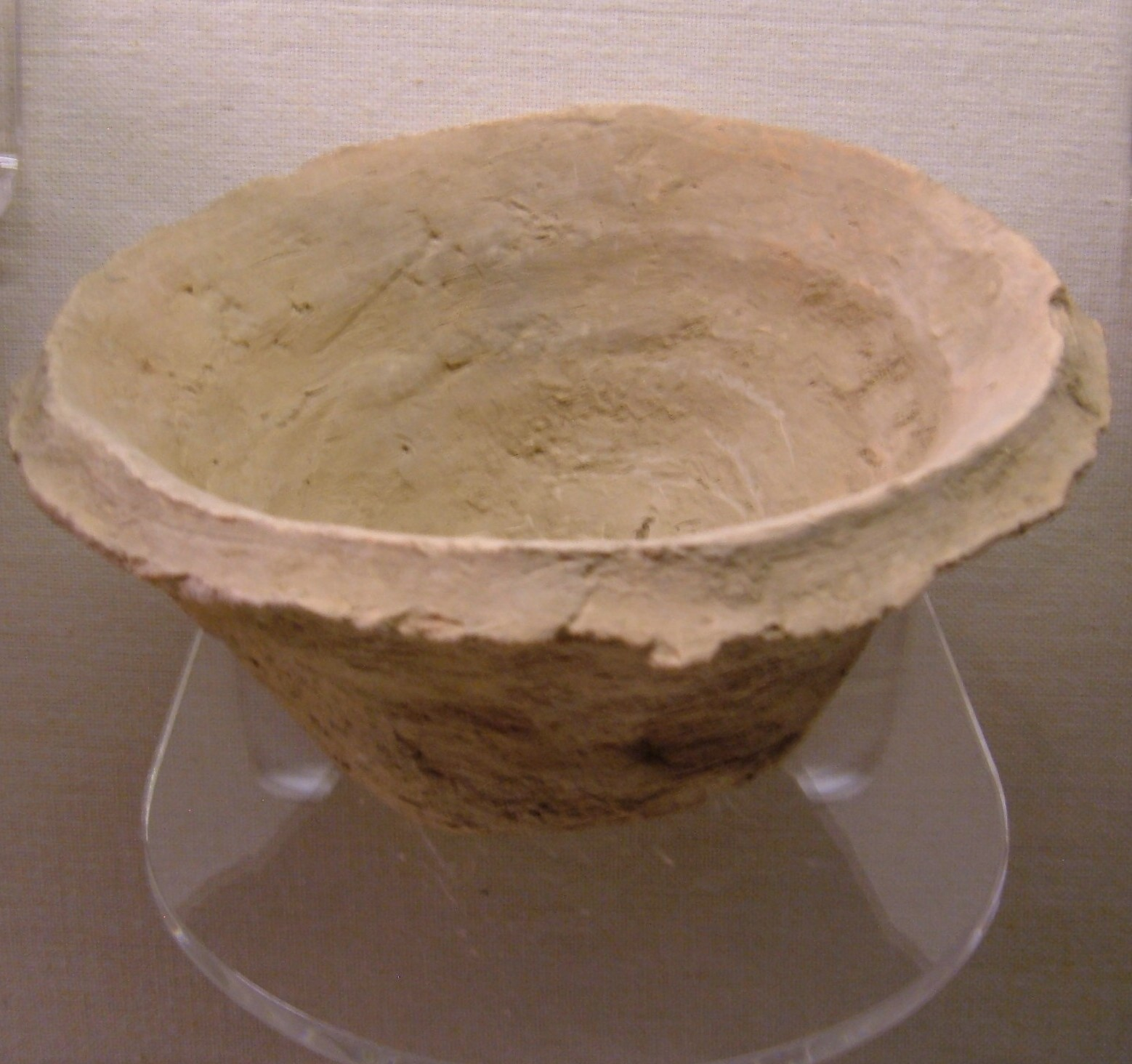
کاسه‌ای از جنس خاک رس کشف شده از تپه مارلیک، موزه رزکرس مصر، سان خوزه، کالیفرنیا. این نوع کاسه می‌توانست در برگیرنده سهمیه غذایی یک روز کارگری باشد که به بیگاری گرفته می‌شده‌است.
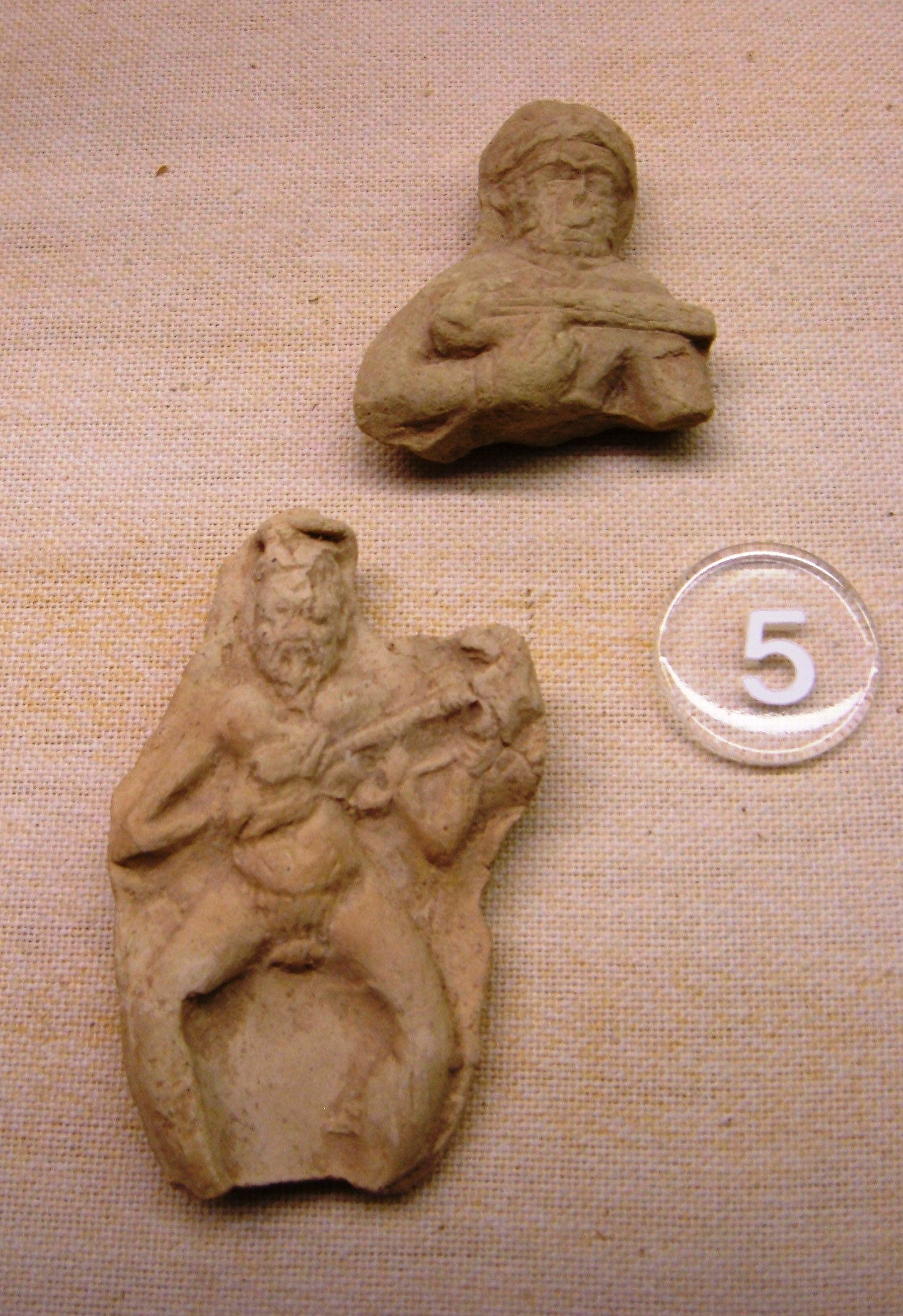
نوازندگان مارلیک، موزه رزکرس مصر، سان خوزه، کالیفرنیا.
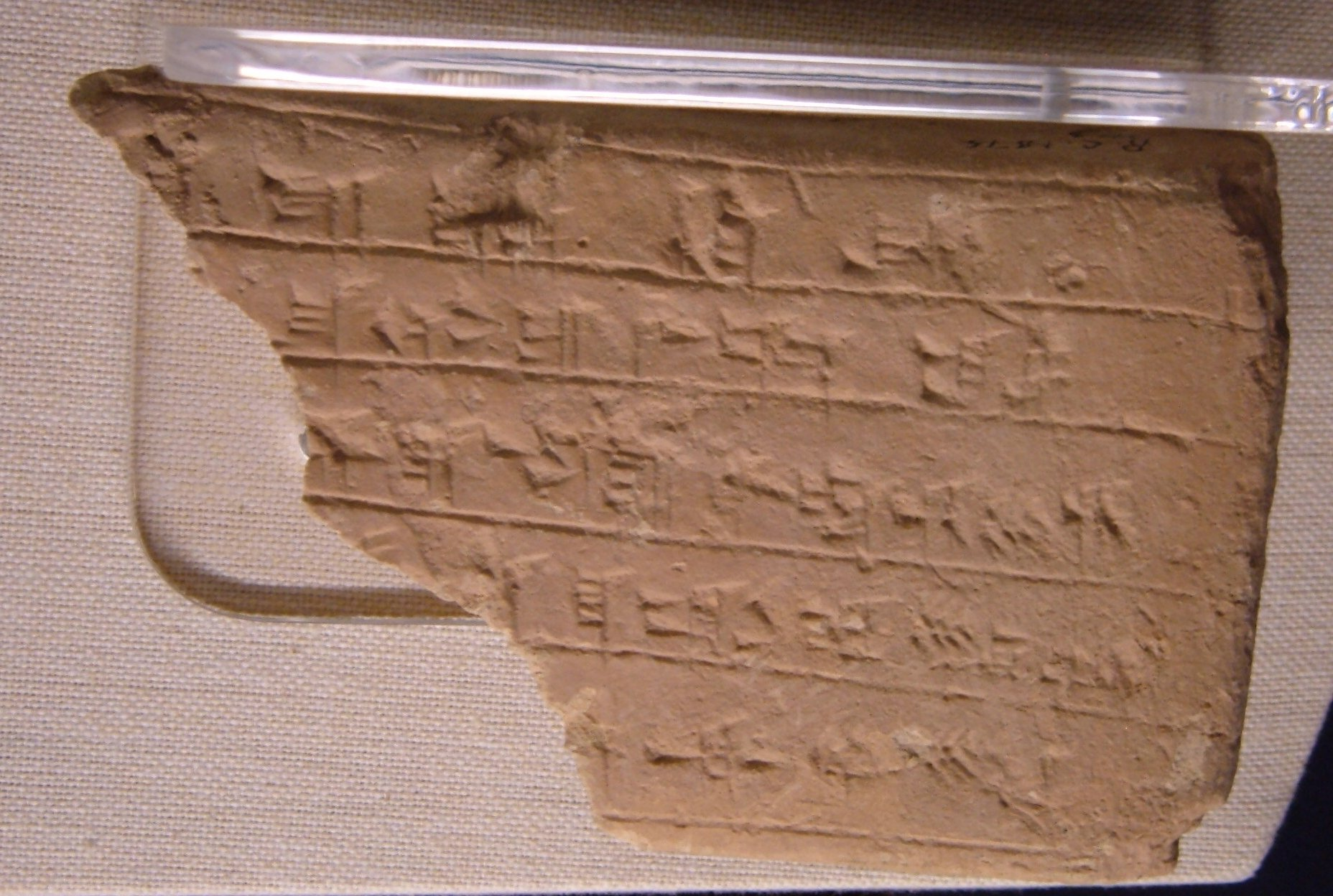
قطعه‌ای از خشت آجری (وارونه)، دارای نوشته میخی عیلامی (حدود ۱۰۰۰ پیش از میلاد) تپه مارلیک، موزه رزکرس مصر، سان خوزه، کالیفرنیا. میخهای افقی شروع‌کننده واژه هستند، عمودی‌ها انتهای سمت راست واژه را تشکیل می‌دهند. خط اول (در پایین تصویر) پنج علامت خط میخی دارد که همگی با میخهای عمودی پایان می‌یابند.
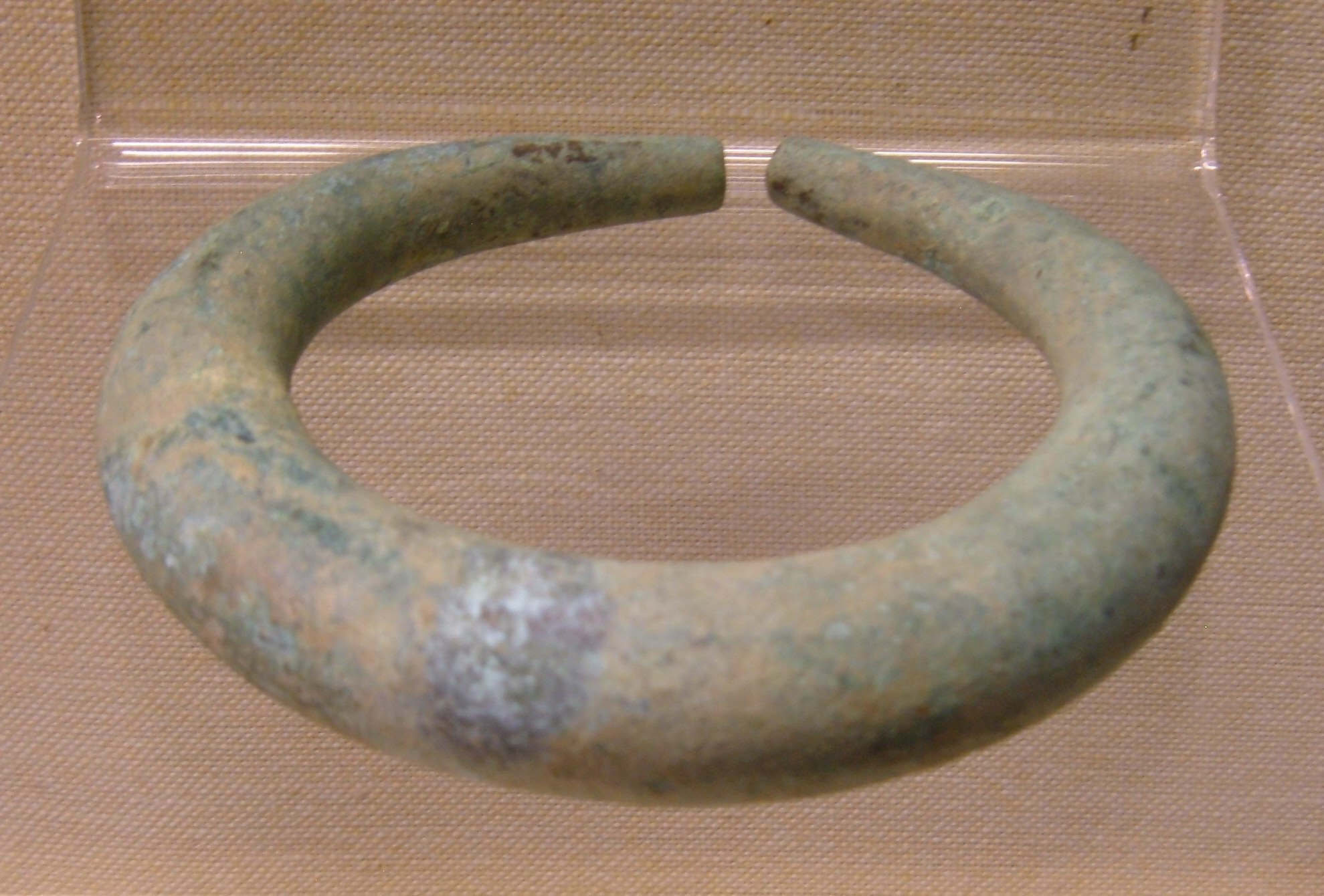
دستبند برنزی، مارلیک، موزه رزکرس مصر، سان خوزه، کالیفرنیا.
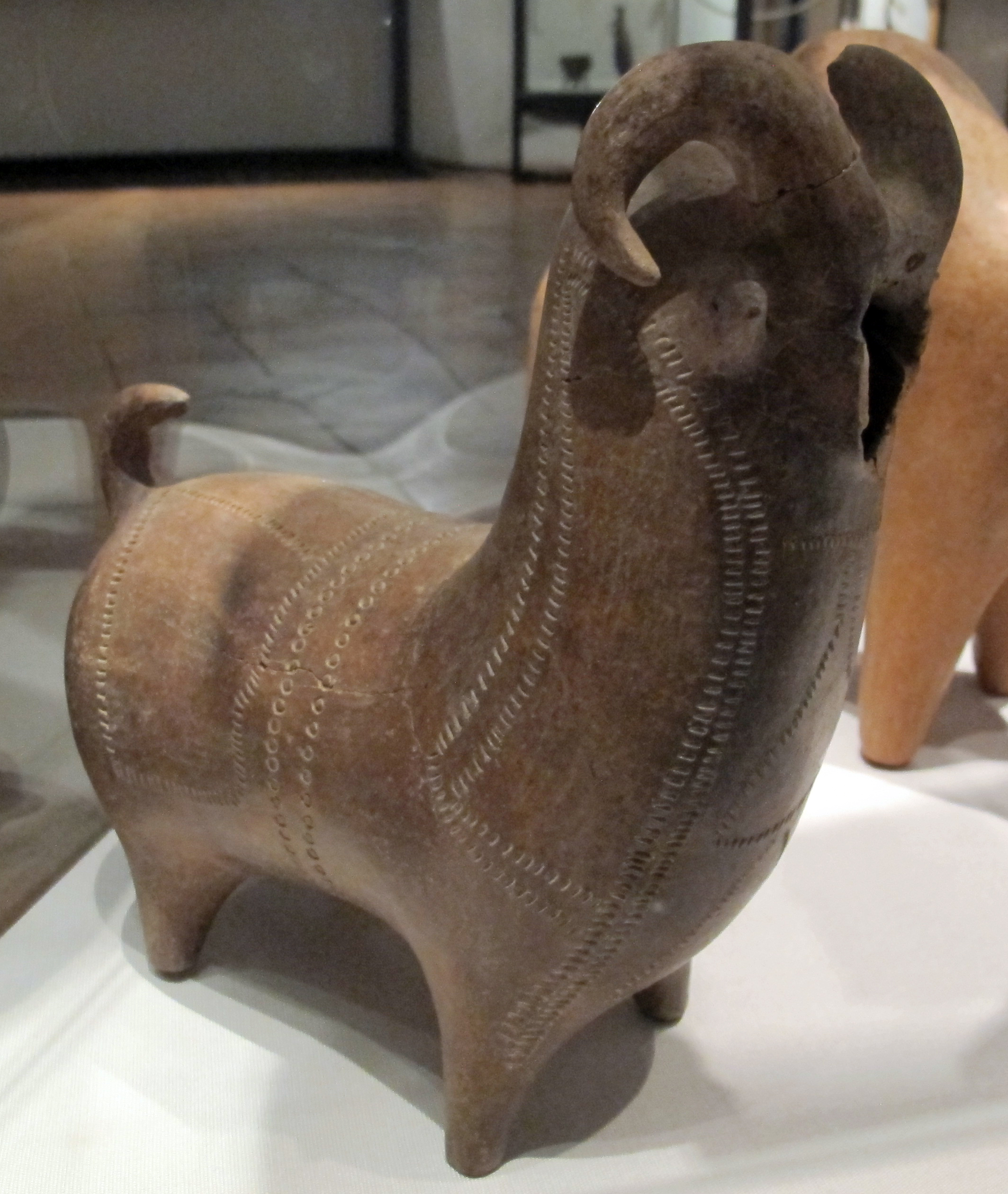
گلدان حیوان شکل، موزه ملی هنرهای شرقی، رم
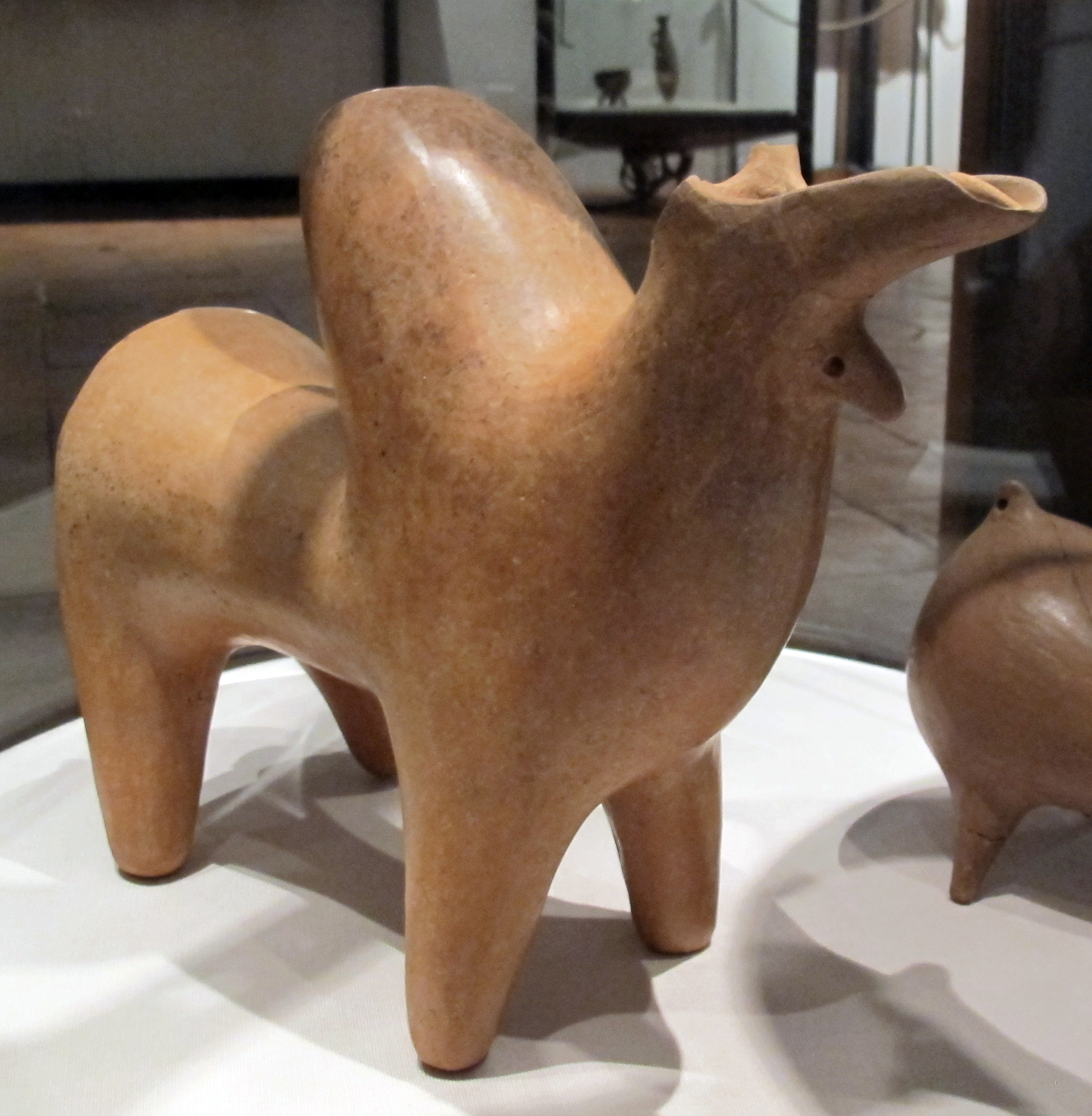
گلدان حیوان شکل، موزه ملی هنرهای شرقی، رم
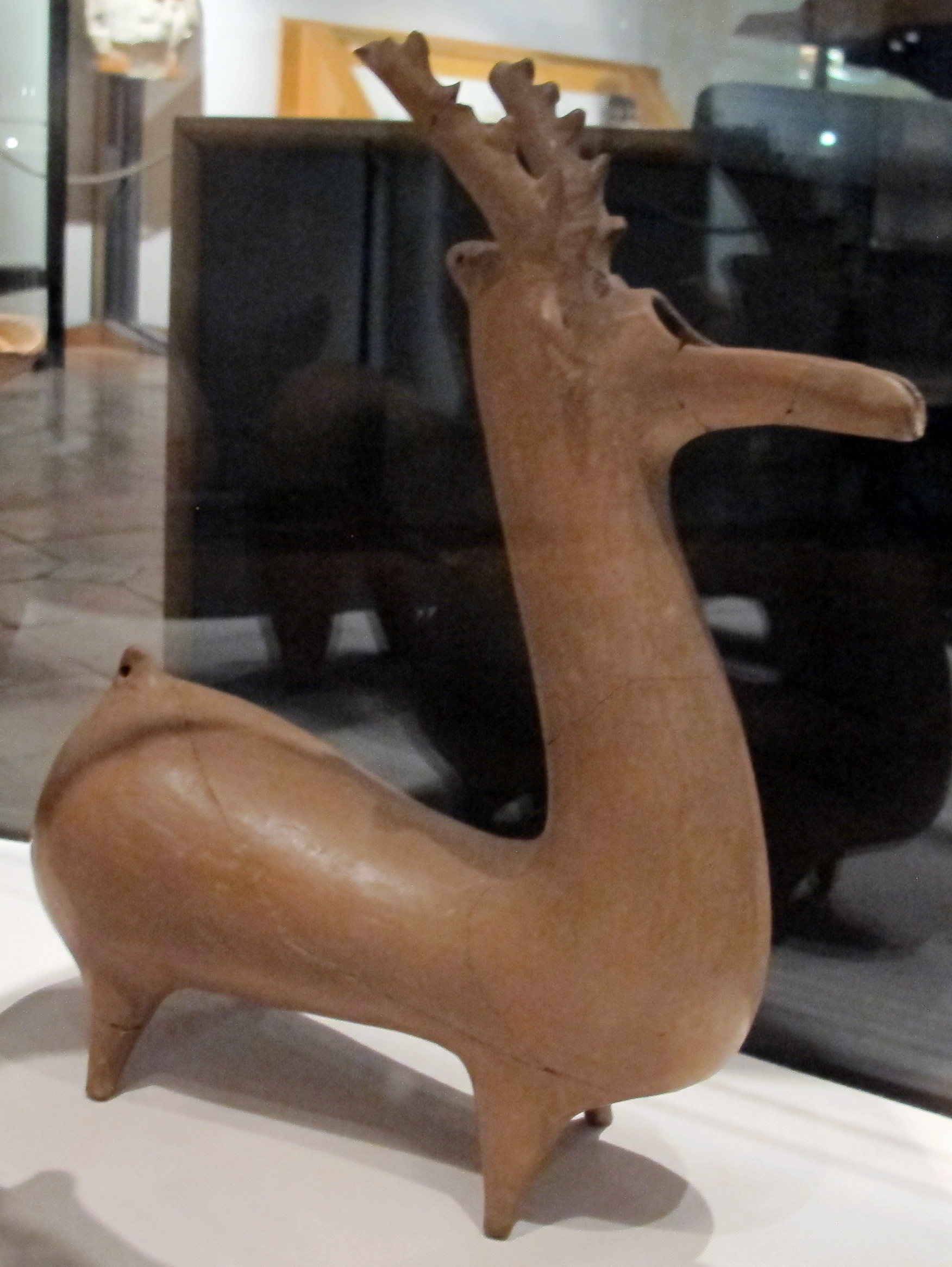
گلدان حیوان شکل، موزه ملی هنرهای شرقی، رم
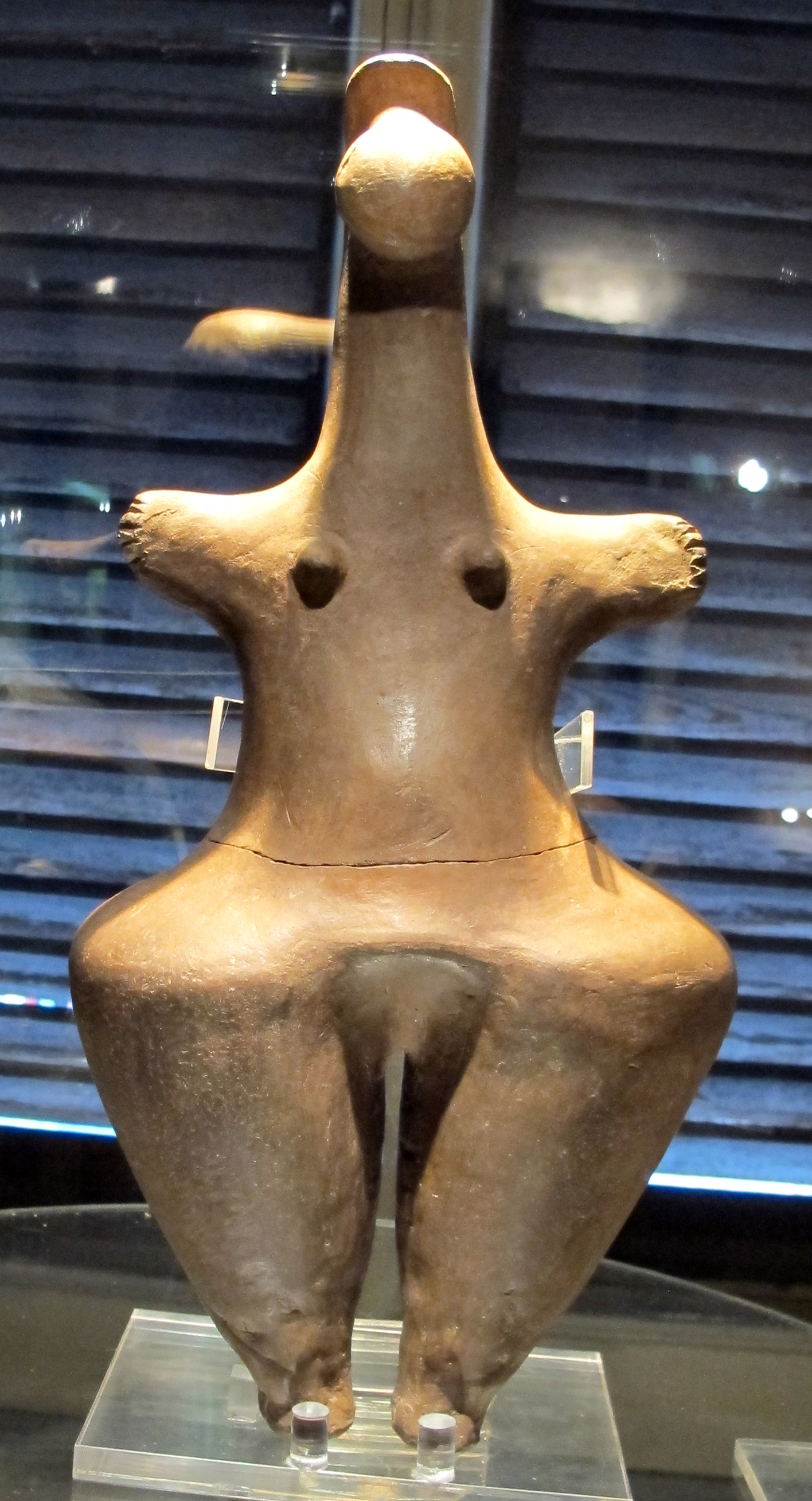
پیکرۀ زن سفالی، حدود ۱۲۰۰–۱۰۰ پیش از میلاد، موزه هنرهای شرقی، رم
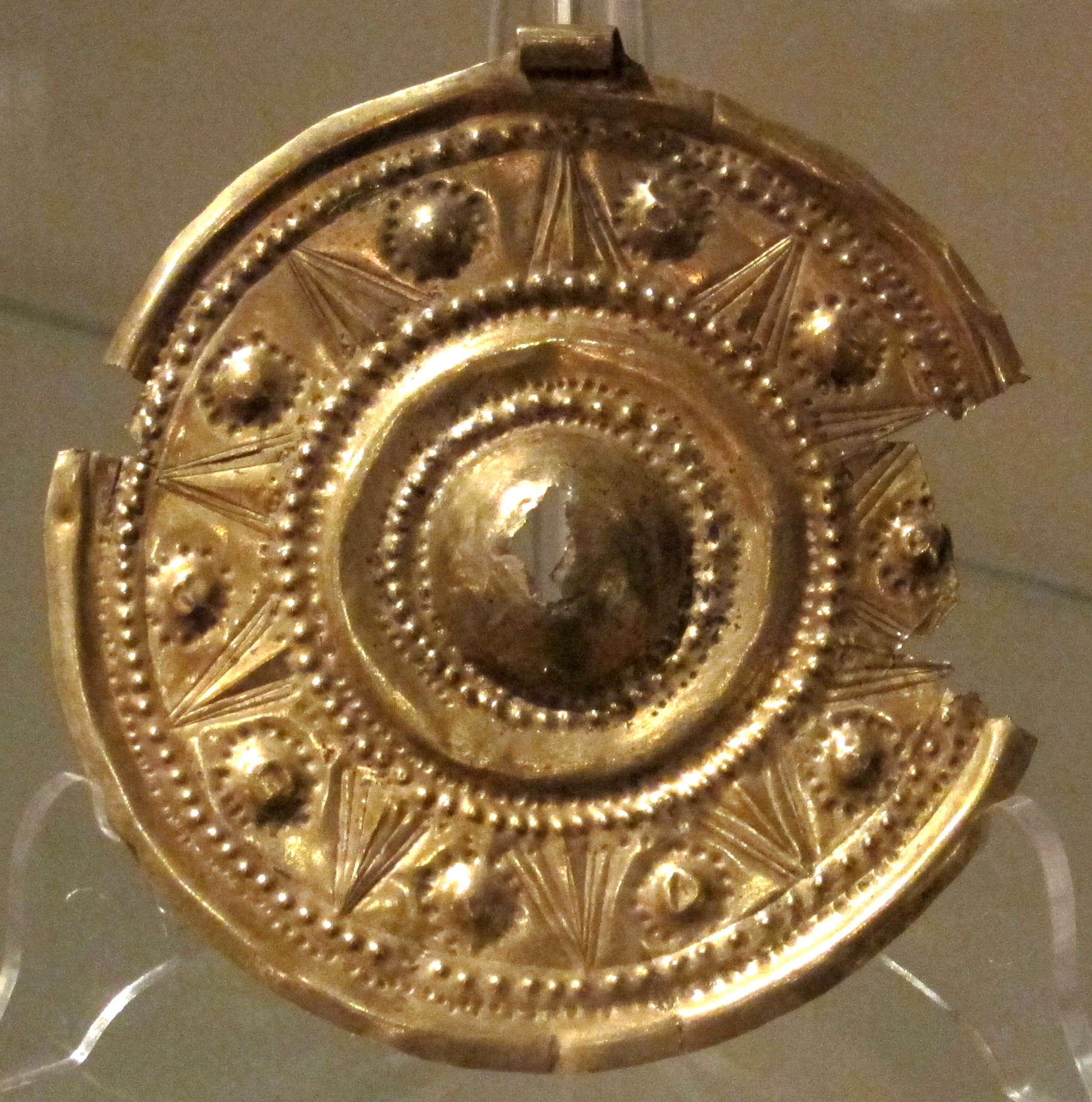
آویز دیسک مانند، موزه ملی هنرهای شرقی، رم
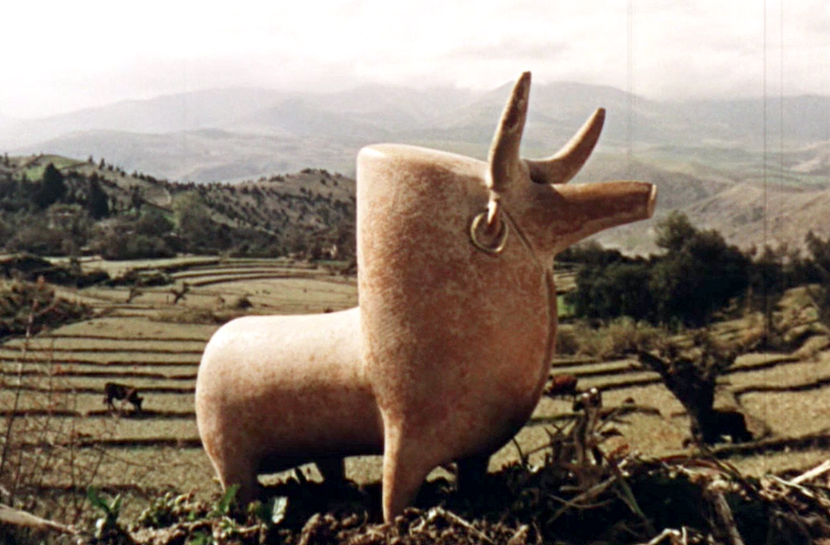
ظرف سفالی به شکل گاو کوهان‌دار از مارلیک